# Sex feministiska myter
Sex feministiska myter är en bok om jämställdhet och genusfrågor, som gavs ut 2011 av debattören Pär Ström. Boken tar upp och bemöter sex feministiska teser som författaren betecknar som myter. Dessa är:
- "Kön är en social konstruktion"
- "Kvinnor får lägre lön för samma jobb"
- "Kvinnor har svårare att göra karriär"
- "Män slår kvinnor"
- "Kvinnor dubbelarbetar"
- "Kvinnor får sämre sjukvård"

Boken behandlar också varför författaren tror att dessa myter uppstår, växer och sprids.

## Mottagande
Precis som Ströms förra bok om feminism och jämställdhet, Mansförtryck och kvinnovälde, möttes Sex feministiska myter av blandade reaktioner. Konservativa Nya Wermlands-Tidningen ledarsida uttryckte sig mycket positivt om boken och menade att den kunde innebära att feminismen snart kommer att göra rasbiologin och kommunismen sällskap, två idéer "som bekant numera [ligger] på historiens skräphög". Andra debattörer förhöll sig kritiska, och ifrågasatte bland annat bokens vetenskaplighet. Boken kritiserades av fyra nationalekonomer som ansåg att den på en "rad punkter vilar på en mycket svag empirisk grund" och att "Pär Ström använder sig av statistik och citat på ett selektivt vis och verkligheten är mer komplicerad än vad han vill ge sken av." Boken fick uppmärksamhet i tv, radio och dagspress.